# Аполеніс Любов Миколаївна
Любов Миколаївна Аполе́ніс (нар. 30 січня 1950, Дніпропетровськ) — українська театральна акторка лірико-драматичного амплуа з вокальними здібностями (лірико-драматичне сопрано); член Національної спілки театральних діячів України. Заслужена артистка України з 1994 року.

## Біографія
Народилася 30 січня 1950 року в місті Дніпропетровську (нині Дніпро, Україна). 1973 року закінчила Дніпропетровське театральне училище, де навчалася на курсі А. Туркова.
З 1969 року — актриса у Дніпропетровського українського обласного театру юного глядача; з 1997 року — Дніпропетровського академічного обласного українського молодіжного театру.

## Ролі
- Інка — «До побачення, хлопчики!» Бориса Балтера;
- Софія — «Недоросток» Дениса Фонвізіна;
- Віронька, Валентина Андронівна — «У списках не позначений», «Завтра була війна» Бориса Васильєва;
- Квятковська — «Талан» Михайла Старицького;
- Орина — «97» Миколи Куліша;
- Поліна Андріївна, Шипучина — «Чайка», «Маленькі комедії» Антона Чехова;
- синьйора Капулетті — «Чума обом родинам вашим»  Григорія Горіна;
- Вишневська — «На жвавому місці» Олександра Островського;
- Берілл — «Спадщина Баскервілів» за Артуром Конан Дойлем;
- Королева Анна — «Три мушкетери» за Алесандром Дюма;
- Анфіса — «Ап-чхи!» Романа Сефа, Г. Еджибія;
- Мишильда — «Лускунчик» Ернста Гофмана;
- Лисиця — «Червона Шапочка» Євгена Шварца.